# 漠
漠（ばく）は、10-12（1兆分の1）であることを示す漢字文化圏における小数の単位である。渺の1/10、模糊の10倍に当たる。
朱世傑『算学啓蒙』（値が異なる）や程大位『算法統宗』に見えるが、現実には使われない。漢字一字で表記される単位としては最小のものである（「虚」と「空」、「清」と「浄」を別の単位とする場合はそちらの方が小さい）。
国際単位系のSI接頭語では「ピコ(p)」に相当するが、現代の中国語では音訳の「皮(pí)」が使われ、「漠」は使われない。
なお、漠という字は、「果てし無く広々としている様」「取り留めがなくはっきりしない様」という意味を持つ。